# Giovanni Zucca
Giovanni Zucca (phát âm tiếng Ý: [dʒoˈvanni dˈdzukka; tˈtsukka]; sinh ngày 11 tháng 12 năm 1907 ở Sestri Ponente) là một cầu thủ bóng đá chuyên nghiệp người Ý.
Anh đã chơi 2 trận trong 2 mùa giải ở Serie A cho A.S. Roma.